# إيفان فيلار
إيفان فيلار (بالإسبانية: Iván Villar)‏ (9 يوليو 1997 في إسبانيا - ) هو لاعب كرة قدم إسباني في مركز حراسة المرمى. لعب مع سلتا فيغو ونادي ليفانتي.

## وصلات خارجية
- إيفان فيلار على موقع قاعدة بيانات كرة القدم.إي يو (الإنجليزية)
- إيفان فيلار على موقع Soccerbase.com (لاعب) (الإنجليزية)
- إيفان فيلار على موقع Soccerway.com (الإنجليزية)
- إيفان فيلار على موقع عالم كرة القدم.نت (الإنجليزية)
- إيفان فيلار على موقع أوليمبيديا (الإنجليزية)
- إيفان فيلار على موقع AS.com (الإسبانية)